# Карманово (Курська область)
Карманово (рос. Карманово) — село в Желєзногорському районі Курської області Російської Федерації.
Населення становить 537 осіб. Входить до складу муніципального утворення Кармановська сільрада.

## Історія
Населений пункт розташований на території українського етнічного та культурного краю Східна Слобожанщина.
Від 2004 року входить до складу муніципального утворення Кармановська сільрада.

## Населення
| 1862 | 1877  | 1883  | 1897  | 1905  | 1979 | 2002 |
| ---- | ----- | ----- | ----- | ----- | ---- | ---- |
| 1070 | ↗1379 | ↗1392 | ↘1221 | ↗1371 | ↘885 | ↘538 |
| 2010 |       |       |       |       |      |      |
| ↘537 |       |       |       |       |      |      |